# Veronica brachysiphon
Veronica brachysiphon är en grobladsväxtart som först beskrevs av Summerhayes, och fick sitt nu gällande namn av William Jackson Bean. Veronica brachysiphon ingår i släktet veronikor, och familjen grobladsväxter. Inga underarter finns listade i Catalogue of Life.